# مسجد سبيل المهتدين الكبير
مسجد سبيل المهتدين الكبير هو مسجد كبير في مدينة بنجرماسين في مقاطعة كليمنتان الجنوبية في إندونيسيا، يقع المسجد تحديدا في قرية انتاسان الكبيرة في سط بنجرماسين .

## البناء
تم بناء المسجد على الضفة الغربية لنهر مارتابورا، بني في عام 1981، استخدم المسجد في مهرجان اختبار تلاوة القران الوطني في الفترة من يوم الرابع من يونيو عام 2011 إلى الحادي عشر من نفس الشهر عام 2011، تم اختيار اسم المسجد تكريما وإجلالا لباحث كبير هو الشيخ محمد بنجاري ارسياد (1710 - 1812)، الذي قضى خلال حياته لتعميق وتطوير الدين الإسلامي في كليمنتان الجنوبية .

## المبنى
بني مسجد سبيل المهتدين الكبير على الأرض مساحتها 100،000 متر مربع، ويقع في وسط مدينة بنجرماسين، خلال الحقبة الاستعمارية الهولندية كان هذا المكان يعرف باسم حصن أو قلعة تاتا تاتا، ويتكون مبنى المسجد من المبنى الرئيسي ومأذنة، المبنى الرئيسي بني على مساحة تبلغ 5250 متر مربع، أما قاعة الصلاة فتبلغ مساحتها 3250 متر مربع، أما الفناء فيبلغ مساحته 2000 متر مربع، وهناك قبة كبيرة بقطر 38 متر مصنوعة من صفائح الألومنيوم، وقبة صغيرة .

## وصلات خارجية
- موقع المسجد